# 愛麗克絲 (Minecraft)
愛麗克絲是來自《Minecraft》系列遊戲的虛構角色。

## 背景
《Minecraft》的設計師馬庫斯·佩爾松在設計該遊戲最初的角色史蒂夫時，聲稱史蒂夫的性別從來沒有被固定下來。2012年，佩爾松解釋說《Minecraft》的像素塊狀無意中強化了遊戲的“傳統男性化”的默認美學。他強調《Minecraft》的設計初衷是在一個“不存在性別”的遊戲中“成為一款沒有性別元素的遊戲”，並且角色模型“旨在代表一個無性別的人類”。承認將性別選項限制在男性“是在告訴所有人這只是一個男孩遊戲”，佩爾松聲稱他曾經試圖在《Minecraft》中創建一個合適的女性角色模型，但“結果非常性別歧視”。

## 推出
2014年8月22日，Windows 和 Macintosh 版本的《Minecraft》添加了愛麗克絲作為免費的默認外觀。該角色後來也被添加到《Minecraft》的遊戲機和手機版本中。愛麗克絲的角色模型與史蒂夫相似，但外表更女性化：她的金髮紮成馬尾辮，手臂更細。
在愛麗克絲被推出之前，史蒂夫和其8個變體沒有一個是女性，也是玩家可以選擇的唯一角色。像史蒂夫一樣，她無法在遊戲中手動選擇，每當玩家開始新遊戲時默認角色會隨機在她或史蒂夫中選擇。根據樂高俱樂部雜誌提供的背景故事，史蒂夫和愛麗克絲處於一段浪漫的關係中，除了共同的建築天賦外，他們都有不同的興趣：史蒂夫喜歡採礦和煉金術，而愛麗克絲更喜歡探索和狩獵。

## 評價
《Minecraft》被認為與2010年代業內其他遊戲相比更加性別平等，負責《Minecraft》特許經營權的微軟工作室（現Xbox游戏工作室）負責人 Helen Chiang 在2018年的一次採訪中解釋說，她的公司利用《Minecraft》的品牌力量顛覆了傳統的性別刻板印象。透過將愛麗克絲和史蒂夫展示為彼此具有相同的身體能力或品質，工作室加強了對性別平等的立場以及對其理想的承諾。